# AnatoScope
AnatoScope est une start-up DeepTech proposant des logiciels pour reconstruire et simuler en 3D le corps du patient à partir d'imageries médicales, avec des caractéristiques biomécaniques identiques à celles du patient,. Par exemple, l'entreprise permet une modélisation dentaire ou des pieds, évitant ainsi des moulages,. À noter, qu'elle ne fabrique pas elle-même les prothèses ou implants médicaux, tâche confiée à ses associés,, notamment Biotech Dental  et Ottobock.
La start-up est ainsi à la jonction entre l'imagerie médicale et la conception assistée par ordinateur (CAO),.

## Histoire
Les fondateurs François Faure, Fréderic Van Meer, Benjamin Gilles, Olivier Palombi et Mathieu Nesme ont été chercheurs au sein de l'Inria de Montbonnot-Saint-Martin, de l'université Grenoble Alpes, de l'université de Montpellier et au CNRS. Ils ont notamment participé à la création de SOFA, logiciel open source en simulation médicale.
En 2015, ils fondent Anatoscope qui  travaille bientôt en partenariat avec  EOS Imaging (imagerie ostéo-articulaire, Paris), Thuasne (Levallois-Perret) en orthopédie ou Biotech Dental (Salon-de-Provence) en prothèse dentaire,,.
En 2018, le logiciel de simulation 3D "Lucy", développée en partenariat avec Biotech Dental, est lancé à destination des prothésistes dentaires.
En 2019, un partenariat avec l'allemand Ottobock, dont sa filiale grenobloise Chabloz Orthopédie, est lancé. Ensemble, ils commercialisent un service de cloud à destination des prothésistes pour la conception, la simulation et la fabrication d'appareillages orthopédiques par impression 3D. Il est prévu que Chabloz Orthopédie s'occupe de la fabrication tandis que AnatoScope gère la simulation 3D.
En 2020, durant la crise Covid-19, l'entreprise crée un site proposant de personnaliser des masques de protection.